# Erythroxylum vernicosum
Erythroxylum vernicosum är en tvåhjärtbladig växtart som beskrevs av Otto Eugen Schulz. Erythroxylum vernicosum ingår i släktet Erythroxylum och familjen Erythroxylaceae. Inga underarter finns listade i Catalogue of Life.